# Elezioni parlamentari in Iraq del 2010
Le elezioni parlamentari in Iraq del 2010 si tennero il 7 marzo per il rinnovo dell'Assemblea nazionale irachena, precedentemente eletta nel dicembre 2005.
Le migliori condizioni di sicurezza hanno consentito una piena partecipazione dei sunniti, inoltre una modifica della legge elettorale ha permesso di rendere noti i nomi dei candidati nelle liste, e quindi di esprimere un voto di preferenza. 
I principali temi della campagna elettorale sono stati la lotta alla corruzione e il rafforzamento dello stato di diritto, gli investimenti pubblici in infrastrutture, la lotta alla disoccupazione in tempi di crisi, il bilancio pubblico gravato da una riduzione delle entrate a causa del calo dei prezzi del petrolio nella seconda metà del 2008.

## Sistema elettorale
Alla vigilia delle elezioni, la Corte suprema dell'Iraq stabilì che la legge elettorale del 2005 fosse incostituzionale. Il Parlamento fu dunque appellato per produrre una nuova legge elettorale.
Le discussioni parlamentari verterono su due aspetti controversi: la formazione delle liste elettorali e il registro degli elettori nel governatorato di Kirkuk .
A differenza della legge elettorale del 2005, che adottava un sistema di liste bloccate, fu deciso di consentire l'espressione di preferenze individuali, la qual cosa suscitò il plauso degli sciiti e dell'ayatollah al-Sistani in particolare.
L'altro tema controverso fu il registro degli elettori nel governatorato di Kirkuk. Il governo voleva adottare il registro del 2004, ma i Curdi protestarono che negli anni successivi molti curdi si erano trasferiti in tale regione; la proposta dell'UNAMI di attribuire ai curdi il 50% delle quote nel distretto fu respinta dai deputati arabi. Il Consiglio politico della sicurezza nazionale, composto da Presidente, Primo Ministro e capi di partito, propose allora di utilizzare entrambi i registri elettorali, del 2004 e del 2009, ma la proposta fu respinta dai deputati curdi. L'UNAMI propose allora di utilizzare soltanto i registri del 2009 per la corrente tornata elettorale, per poi procedere a un nuovo censimento, ma anche questa proposta non venne approvata. La legge finale stabilì che i risultati nel governatorato di Kirkuk sarebbero stati soggetti a revisione da parte di un Comitato di controllo, composto da membri di Commissione elettorale, Parlamento, governo e UNAMI, per cancellare gli eventuali voti fraudolenti.
La nuova legge elettorale fu infine approvata l'8 novembre 2009  , causando lo slittamento delle elezioni rispetto alla data prevista del 21 gennaio .  In base al rapporto di un seggio ogni 100.000 cittadini, sancito dalla Costituzione irachena, essa aumentò il numero totale dei seggi da 275 a 325. Il sistema di allocazione dei seggi restò invariato rispetto alla precedente legge elettorale, con le circoscrizioni elettorali coincidenti con i 18 governatorati iracheni, ed ulteriori seggi compensatori nazionali per far corrispondere la percentuale dei voti su scala nazionale a quella complessiva dei seggi in Parlamento.
All'indomani dell'approvazione della legge, l'incremento dei seggi suscitò una controversia su come ripartire i nuovi seggi. La nuova legge aveva ridotto il numero dei seggi compensatori da 45 a 16, di cui 8 riservati alle minoranze nazionali, cioè 5 per i cristiani, ed uno ciascuno per yazidi, shabak e mandei.
Il vice-Presidente iracheno Tariq al-Hashimi contestò la riduzione dei seggi di compensazione, sostenendo che sfavoriva i sunniti, in quanto in Iraq vi erano 2 milioni di rifugiati arabi, prevalentemente sunniti, che non venivano conteggiati in alcun governatorato, e minacciò di non approvare la legge se il numero dei seggi di compensazione non fosse incrementato a 48; il parlamentare sunnita Saleh al-Mutlaq fece osservare che, in base al numero degli iracheni all'estero, spetterebbero loro 30 seggi, e anche il presidente Jalal Talabani si pronunciò per l'incremento dei seggi compensatori, per tutelare le minoranze del Kurdistan. Tuttavia alla fine il presidente Talabani e il vice-presidente Adel Abdul Mahdi firmarono la legge nonostante le osservazioni contrarie, mentre Hashimi continuò a porre il veto.
La questione passò alla Suprema Corte Federale, che dichiarò che tutti gli iracheni, sia che vivano nel Paese che all'estero, dovrebbero essere rappresentati in Parlamento, ma il Presidente del Parlamento Ayad al-Samarrai decise di non ritenere questo pronunciamento come vincolante, in ciò supportato da manifestazioni popolari sciite a Najaf, Bassora e Wasit. Il presidente del Kurdistan iracheno Mas'ud Barzani minacciò invece di boicottare le elezioni se la rappresentanza delle province curde non fosse incrementata . Alla fine il Parlamento decise di incrementare proporzionalmente il numero dei seggi di ciascun governatorato, mentre Hashimi minacciò di confermare il veto, sostenuto da manifestazioni dei sunniti a Tikrit .
Il deputato sunnita Taha Daraa si appellò invece alla Corte costituzionale per consentire agli Iracheni all'estero di votare in ogni governatorato, e non soltanto in quello in cui avevano la carta sociale.

## Campagna elettorale
Il 15 gennaio 2010 l'organo di controllo indipendente, l'Alta Commissione elettorale, negò l'accesso alle elezioni a quasi 500 candidati, per i loro legami con il partito Ba'th. Prima dell'inizio della campagna elettorale il 12 febbraio, la Commissione confermò che il ricorso dei 456 candidati era stato rigettato. La maggior parte dei candidati respinti erano sunniti.
La campagna elettorale iniziò ufficialmente il 13 febbraio, e fu funestata da molti attentati terroristici di al-Qaida per paralizzare le operazioni di voto, mentre il leader dello Stato Islamico  Abu Omar al-Baghdadi rilasciò un messaggio in internet per boicottare le elezioni, che avrebbero confermato il governo della maggioranza sciita (eretica) ai danni dei sunniti. Uno degli attentati più funesti nel periodo elettorale fu condotto contro i cristiani assiri di Mossul, uccidendone oltre 20 e bombardando diverse chiese a Mossul, causando la fuga di 680 famiglie cristiane verso la piana di Ninive.
Il giorno delle elezioni, gli insorti attaccarono diversi seggi elettorali con razzi, colpi di mortaio e bottiglie al plastico, avendo il governo bloccato la circolazione veicolare per impedire l'eventualità di autobombe ; il bilancio della giornata fu di almeno 42 morti  e 110 feriti. Il maggiore attacco si verificò a Baghdad, quando un missile Katyusha colpì un appartamento nel quartiere di Hay Ur uccidendo 25 persone e ferendone 20.
In totale nel periodo elettorale (12 febbraio-7 marzo) vi furono almeno 228 persone uccise, ed altre 176 nel periodo compreso tra il giorno delle elezioni e il rilascio dei risultati finali .

## Risultati
| Liste                                       | Voti       | %     | Seggi | +/- seggi |
| ------------------------------------------- | ---------- | ----- | ----- | --------- |
| Movimento Nazionale Iracheno (al-ʿIrāqiyya) | 2'849'612  | 24,72 | 91    | +54       |
| Coalizione dello Stato di Diritto           | 2'792'083  | 24,22 | 89    | +64       |
| Alleanza Nazionale Irachena                 | 2'092'066  | 18,15 | 70    | -35       |
| Alleanza del Kurdistan                      | 1'681'714  | 14,59 | 43    | -10       |
| Movimento per il Cambiamento (Gorran)       | 476'478    | 4,13  | 8     | +8        |
| Alleanza dell'Unità Irachena                | 306'647    | 2,66  | 4     | +4        |
| Fronte dell'Accordo Iracheno (al-Tawafuq)   | 298'226    | 2,59  | 6     | -38       |
| Unione Islamica del Kurdistan               | 243'720    | 2,12  | 4     | -1        |
| Gruppo Islamico del Kurdistan               | 152'530    | 1,32  | 2     | +1        |
| Minoranze                                   | 61'153     | -     | 8     | +6        |
| Totale (affluenza 62.4 %)                   | 11'526'412 | 100   | 325   | +50       |

## Formazione del governo
L'affluenza fu del 62%, inferiore a quella delle precedenti elezioni del 2005, che aveva raggiunto l'80%.
Il risultato delle elezioni vide la parziale affermazione del Movimento Nazionale Iracheno, il partito dell'ex premier ad interim Iyad Allawi, che ottenne 91 seggi, seguito dalla Coalizione dello Stato di Diritto, del premier uscente Nuri Al-Maliki, con 89 seggi. Per via della ridotta differenza di voti, e di seggi, ottenuti dai principali partiti, vi furono polemiche che portarono alla richiesta del riconteggio dei voti il 19 aprile.
Al termine di un riconteggio parziale delle schede, il 14 maggio fu annunciato che non erano emersi brogli. Il 14 giugno 2010 si insediò il nuovo Parlamento.
Ne sono seguiti alcuni mesi di intense negoziazioni per il raggiungimento di un accordo tra i principali partiti e la formazione di un governo, che avvenne infine l'11 novembre 2010, con la riconferma del presidente Talabani e del premier al-Maliki, mentre Allawi ottenne la guida di un Consiglio di sicurezza, organo di nuova istituzione.